# АЭС Иката
АЭС Иката (яп. 伊方発電所) — атомная электростанция в Японии.
Станция расположена на западе японского острова Сикоку близ города Иката в префектуре Эхиме.
АЭС Иката — единственная атомная электростанция на острове Сикоку — была запущена в 1977 году. Всего на станции были построены три реактора, все три типа PWR производства Mitsubishi Heavy Industries, мощность первых двух (остановлены в 2011 году, после аварии на АЭС Фукусима-1) равняется 566 МВт, мощность третьего составляет 890 МВт. Таким образом, мощность атомной электростанции в данный момент составляет 890 МВт.
21 мая 2015 года было дано окончательное согласие Комитета по контролю за атомной энергетикой Японии на перезапуск третьего энергоблока АЭС Иката. Тем самым была признана его безопасность — а именно, защищенность от стихийных бедствий, включая землетрясения и цунами. В результате, коммерческая эксплуатация энергоблока № 3 была возобновлена 7 сентября 2016 года. Однако уже в октябре 2017 года энергоблок № 3 снова был остановлен сначала для технического обслуживания и далее в силу очередного судебного решения.
27 октября 2018 года высокий суд отменил постановление о приостановке энергоблока № 3, его коммерческая эксплуатация возобновлена 28 ноября 2018 года.
17 января 2020 Высший суд города Хиросима предписал компании Shikoku Electric Power остановить работу третьего реактора АЭС "Иката" в префектуре Эхимэ. Таким образом, суд удовлетворил иск нескольких местных жителей, которые настаивали на том, что утвержденные стандарты безопасности не учитывают риски, возникающие при землетрясениях и извержениях вулканов. Жители подают соответствующий иск уже не первый раз. Дважды до этого суд вставал на сторону энергокомпании, предоставившей доклад, в котором говорилось о крайне низкой вероятности сильного извержения.
Общая мощность АЭС Иката до остановки энергоблоков № 1 и № 2 составляла 2 022 МВт.

## Инциденты
- 19 ноября 2014 года на остановленной АЭС Иката произошла утечка радиоактивной воды — смесь борной кислоты и радиоактивного кобальта-60. Авария случилась на втором энергоблоке[5].
- 12 января 2020 года на третьем реакторе произошёл серьёзный сбой при подготовке к плановому извлечению отработавших топливных стержней — не удалось в штатном режиме поднять верхнюю часть устройства, которое фиксирует топливные сборки в реакторе[6].

## Информация об энергоблоках
| Энергоблок | Тип реакторов   | Мощность | Мощность | Начало строительства | Физпуск    | Подключение к сети | Ввод в эксплуатацию | Закрытие   |
| Энергоблок | Тип реакторов   | Чистый   | Брутто   | Начало строительства | Физпуск    | Подключение к сети | Ввод в эксплуатацию | Закрытие   |
| ---------- | --------------- | -------- | -------- | -------------------- | ---------- | ------------------ | ------------------- | ---------- |
| Иката-1    | PWR, M (2-loop) | 538 МВт  | 566 МВт  | 01.09.1973           | 29.01.1977 | 17.02.1977         | 30.09.1977          | 10.05.2016 |
| Иката-2    | PWR, M (2-loop) | 538 МВт  | 566 МВт  | 01.08.1978           | 31.07.1981 | 19.08.1981         | 19.03.1982          | 23.05.2018 |
| Иката-3    | PWR, M (3-loop) | 846 МВт  | 890 МВт  | 01.10.1990           | 23.02.1994 | 29.03.1994         | 15.12.1994          | —          |